# Nikifor

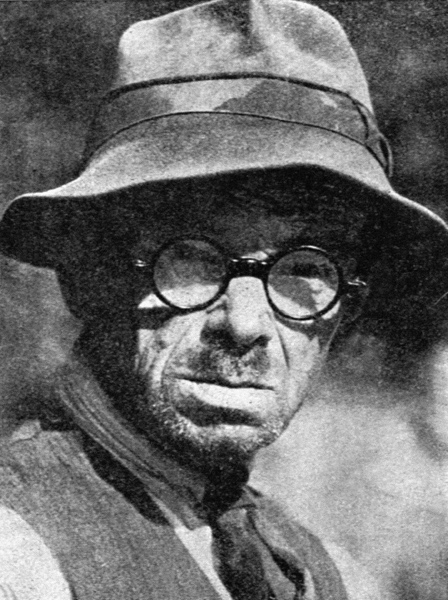
Nikifor in 1957

Nikifor Krynicki (Krynica Zdrój, 21 mei 1895 – Folusz, 10 oktober 1968)
was een dakloze Poolse schilder van naïeve kunst.

## Leven en werk
Hij behoorde tot de gediscrimineerde etnische minderheid der Lemken en groeide op in abjecte armoede. Zijn moeder was Jewdokia Drowniak, dochter van Hryhorio en Tatiana die van haar geboortenaam Krynicka heette. Jewdokia was een bedelares en Lemko. Ze verrichtte zeer nederig werk in de pensions van Krynica en leefde met haar kind in afzondering. Er werd gezegd dat ze haar kind als een bundeltje achterliet onder de brug als ze uit werken ging. Zijn vader was onbekend, naar veronderstelling was hij een Pool en een van de vele kunstenaars die in villa 'Drie Rozen' verbleven, het grootste logement in Krynica. Volgens een wijdverspreid gerucht was Aleksander Gierymski zijn vader. Pas in 2003 oordeelde een rechtbank, op basis van documenten, dat hij gedoopt was en in werkelijkheid Epifaniusz Drowniak heette.
Tijdens de Eerste Wereldoorlog werd hij wees. Nikifor had een gehoor- en een spraakgebrek en was niet in staat behoorlijk te communiceren. In zijn omgeving werd hij vernederd, uitgelachen en behandeld als een dwaas. Pas veel later werd ontdekt dat zijn spraakproblemen werden veroorzaakt door een vastgegroeide tong.
Hij was dakloos en aanvankelijk hield hij zich met bedelen in leven. Tijdens een verblijf in een ziekenhuis maakte hij kennis met aquarelleren.
Omstreeks 1915 begon hij te schilderen. Hij beschilderde stukken weggeworpen papier en sigarettenpakjes die hij aan voorbijgangers verkocht in het kuuroord Krynica Zdrój. Hij noemde zichzelf Nikifor Matejko, een verwijzing naar de beroemde Poolse kunstenaar Jan Matejko, waarmee hij benadrukte hoezeer hij zichzelf als professioneel kunstenaar zag. Als autodidact gebruikte hij een verscheidenheid aan materialen, waaronder aquarel, gouache en krijt. Zijn eerste voorbeelden waren goedkope ansichtkaarten en iconen van de Grieks-Katholieke kerk. Hij maakte afbeeldingen van het platteland of van uiterst gedetailleerde gebouwen. Aan de onderkant van de afbeeldingen staan vaak inscripties die niets betekenen, maar de suggestie van geletterdheid moeten wekken. In werkelijkheid was hij analfabeet of laaggeletterd.
Tijdens zijn leven was er sprake van enige erkenning. Voor de Tweede Wereldoorlog werd zijn werk tentoongesteld in verschillende Europese hoofdsteden, en tegen het eind van zijn leven genoot hij weer meer populariteit. Verschillende musea wereldwijd hebben zijn werk in hun collectie.

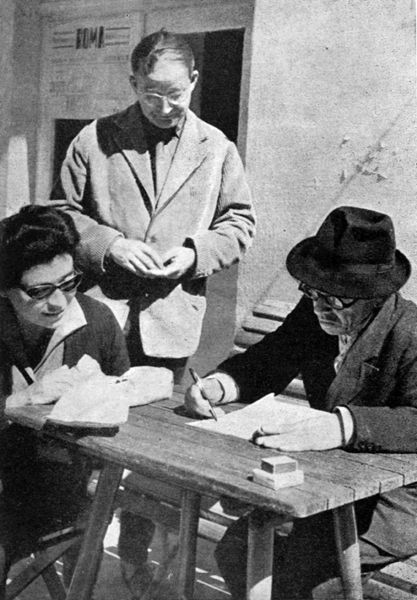
Nikifor aan het werk
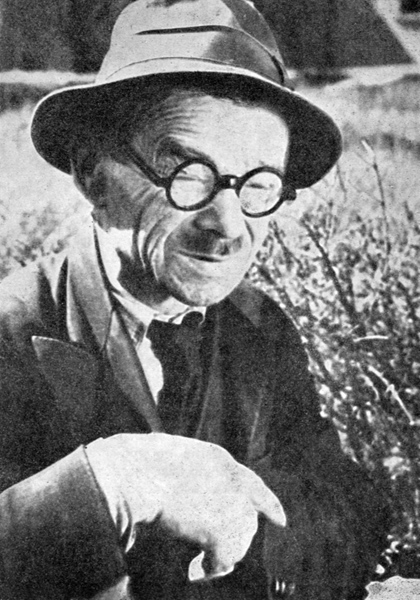
Nikifor
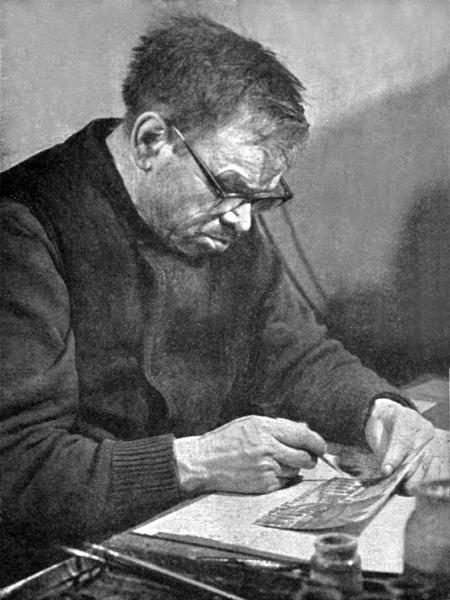
Nikifor
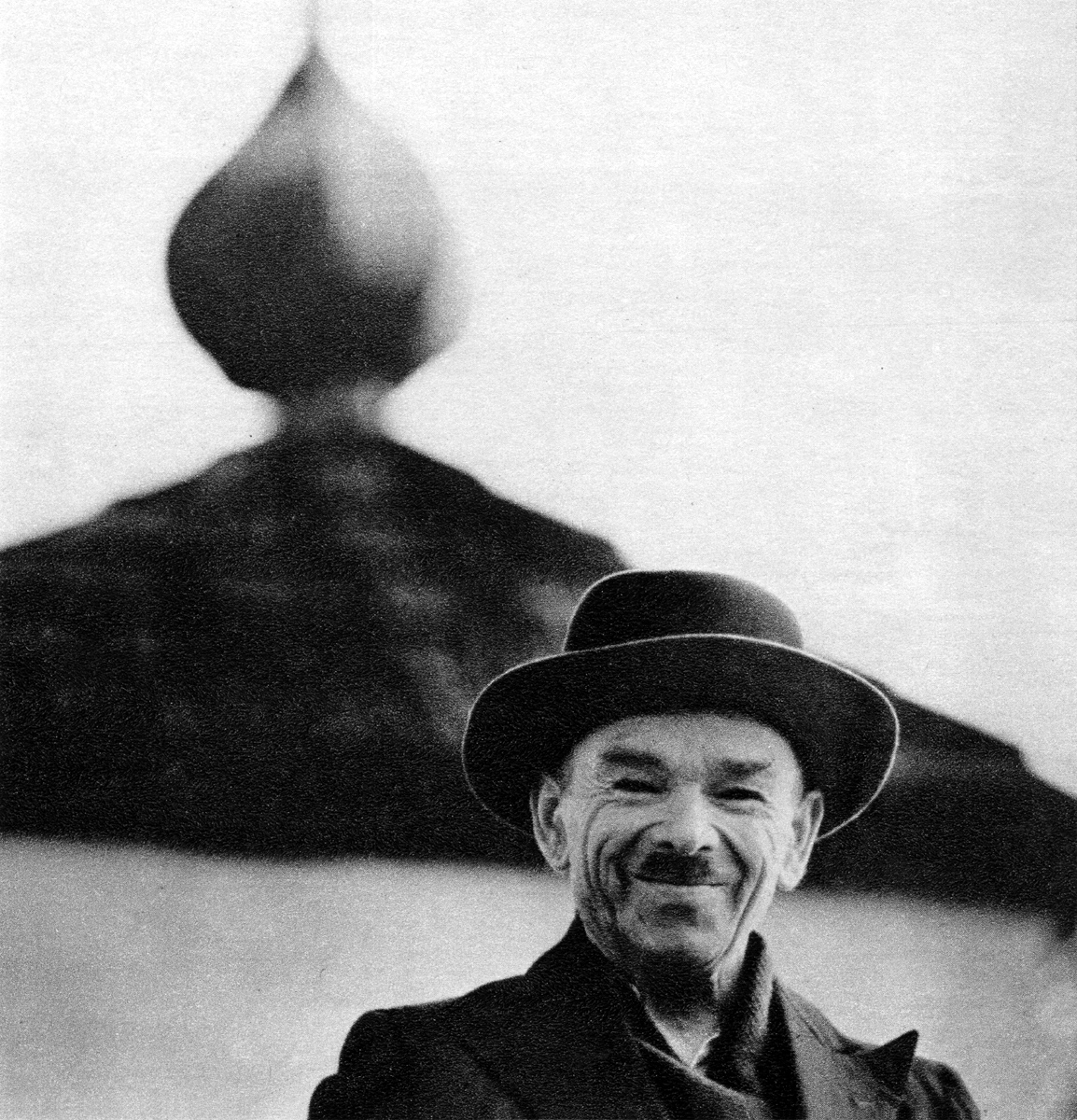
Nikifor
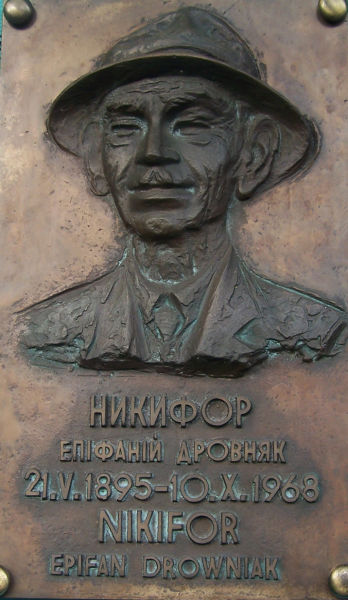
Gedenkplaat
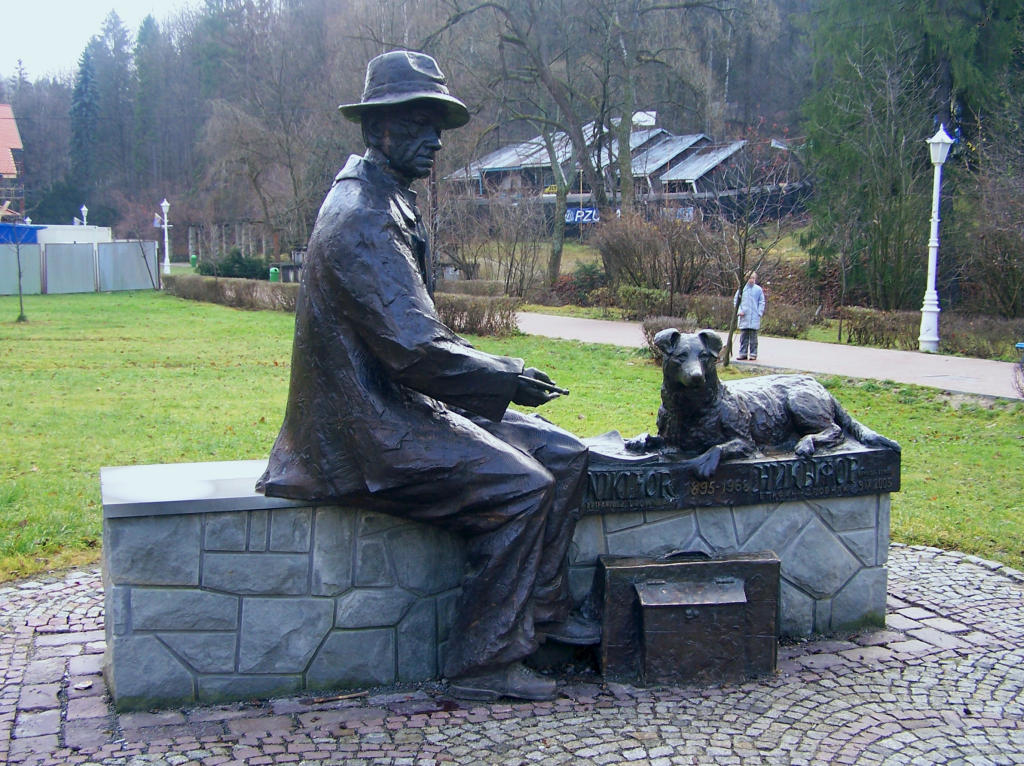
Monument
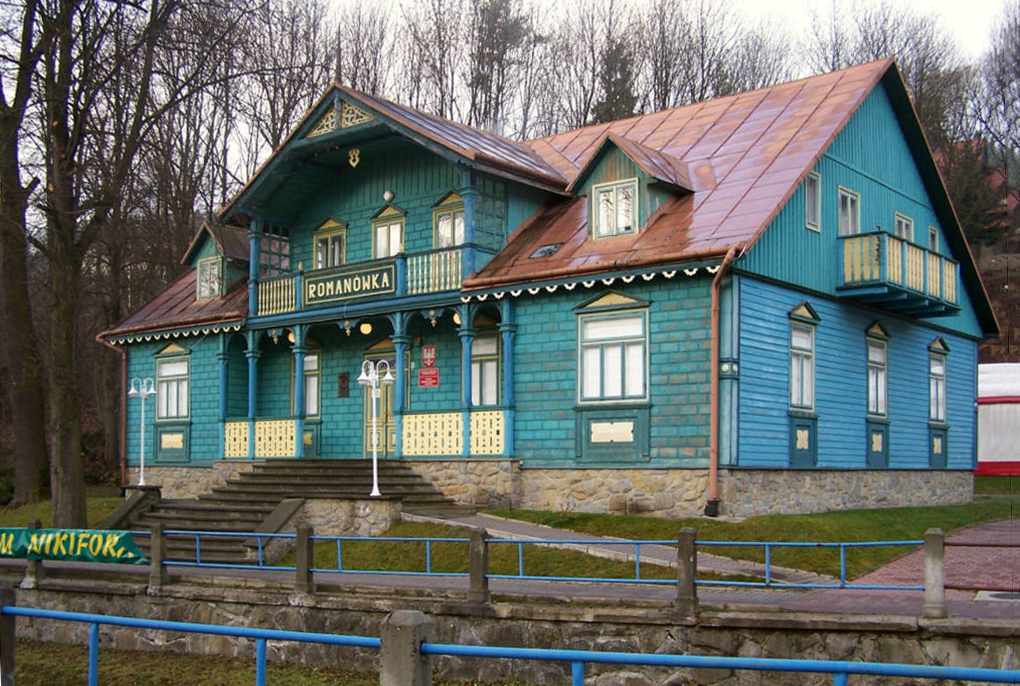
Nikiformuseum in Krynica

- Bibliothèque nationale de France: cb146169315 (data)
- Gemeinsame Normdatei: 118587994
- International Standard Name Identifier: 0000 0001 1610 3643
- Library of Congress Control Number: n84236828
- Nationale Bibliotheek van Tsjechië: jx20060920003
- RKD-Nederlands Instituut voor Kunstgeschiedenis: 59653
- Système universitaire de documentation: 060331283
- Union List of Artist Names: 500159572
- Virtual International Authority File: 26021563
- WorldCat: E39PBJmDhTbjwQVCVK39qwRh73